# Hintervalzeina
Inner- oder Hinter-Valzeina ist eine ehemalige Bündner Nachbarschaft im obern Tale des Schranggabachs, eines von Süden kommenden Zuflusses der Landquart im vorderen Prättigau.

## Geographie
Sie umfasste das Gebiet oberhalb der Engi westlich des Baches mit den Siedlungen Clavadätsch, Gallisch Hus, am Churberg, auf Büdemji und Henslisch Boden und auf der östlichen Seite das Gebiet oberhalb des Bärentobels mit Gwinn, Sunniboden, Baron, Sprächer, der Alpeggenweid, der Oberweid, der Schluocht und dem Boden. Als Teil von Trimmis unterstand der Ort dem Hochgericht der Vier Dörfer; 1851 erlangte er die volle Selbständigkeit. 1891 vereinigte sich Hintervalzeina mit Vordervalzeina zur neuen politischen Gemeinde Valzeina, die sich 2011 zusammen mit Fanas der Gemeinde Grüsch anschloss.
Um 1800 gab es 20 Wohnhäuser mit 84 Einwohnern. Von 1726 ist ein Vertrag zum Besuch der Schule von Vordervalzeina bekannt; im 19. Jahrhundert wurden in Hintervalzeina zwei Gebäude abwechselnd als Schulhaus genutzt. 1829 zählte man dort 12 Schulkinder.